# Aaron Lejzerowicz
Aaron Lejzerowicz später Aaron Laro (* 23. März 1919 in Dsjatlawa; † 6. April 2006) war ein polnischer Holocaustüberlebender.

## Leben
Aaron Lejzerowicz kam 1919 in der damaligen polnischen Stadt Zdzieciol (heute Dsjatlawa, Belarus), einem „Schtetl“ mit einer jüdischen Bevölkerungsmehrheit, als eines von vier Kindern einer jüdischen Familie zur Welt. Sein Vater war Schuhmacher und betrieb mit einem Geschäftspartner ein Schuhgeschäft in der Stadt. Aaron Lejzerowicz besuchte eine jüdische Privatschule und hatte dort Stunden zur polnischen Sprache und Geschichte, zur jüdischen Geschichte und Hebräisch.
Als die deutsche Wehrmacht am 1. September 1939 Polen überfiel und drei Wochen später das Land zwischen der Sowjetunion und dem NS-Staat aufgeteilt wurde, lebte die Familie noch in Zdieciol, was ein sowjetisch besetzter Teil war. Anfang 1942 wurde in seiner Heimatstadt ein Ghetto errichtet. Berufe wurden ausgerufen: „Zimmermänner! Schmiede!“ Als Aaron „Schuhmacher“ hörte, hob er seine Hand, ohne den Kopf zu heben. Ein Soldat schlug ihn mit einem Gewehr und befahl ihm aufzustehen. Seine Familie wurde erschossen, er wurde in ein Arbeitslager deportiert. Später entkam er und schloss sich den sowjetischen Partisanen an. Im Juli 1944 wurde Lejzerowicz in die sowjetische Armee eingezogen, bei Kriegsende befand er sich in Deutschland. Er emigrierte 1947 in die Vereinigten Staaten.